# جون كي (سياسي)
جون كي (بالإنجليزية: John Kee)‏ هو محامي وسياسي أمريكي، ولد في 22 أغسطس 1874 في غلينفيل في الولايات المتحدة، وتوفي في 8 مايو 1951 في واشنطن العاصمة في الولايات المتحدة. حزبياً، نشط في الحزب الديمقراطي. وقد انتخب مستشار قانوني ‏ (1902 – 1910) وانتخب عضو مجلس ولاية فيرجينيا الغربية (1923 – 1927) وانتخب عضو مجلس النواب الأمريكي.